# Sangiovese di Romagna novello
Il Sangiovese di Romagna novello è un vino DOC la cui produzione è consentita nelle province di Bologna, Forlì, Ravenna e Rimini.

## Caratteristiche organolettiche
- colore: rosso rubino.
- odore: vinoso, intenso, fruttato.
- sapore: secco, o leggermente rotondo, sapido, armonico.

## Produzione
Provincia, stagione, volume in ettolitri
- Ravenna  (1994/95)  46,09
- Ravenna  (1995/96)  120,64
- Ravenna  (1996/97)  124,8